# Đa Minh Nguyễn Văn Mạnh
Đa Minh Nguyễn Văn Mạnh (sinh năm 1955) là một giám mục người Việt của Giáo hội Công giáo Rôma. Ông hiện giữ chức giám mục chính tòa Giáo phận Đà Lạt và Chủ tịch Ủy ban Mục vụ Gia đình trực thuộc Hội đồng Giám mục Việt Nam nhiệm kỳ 2022 - 2025. Trước đó, ông cũng đảm nhiệm vai trò này trong nhiệm kỳ 2019 - 2022. Trước khi trở thành giám mục chính tòa Đà Lạt, ông từng đảm nhận vai trò giám mục phó giáo phận này từ năm 2017 đến năm 2019.
Giám mục Mạnh sinh tại Cần Thơ trong một gia đình Công giáo lâu đời và có nhiều người theo con đường tu trì. Sau quá trình tu học từ thuở thiếu thời qua nhiều chủng viện Công giáo, ông được truyền chức linh mục vào tháng 5 năm 1994. Sau khi được truyền chức, ông đảm nhận vai trò linh mục phó xứ Tân Hóa trong thời gian chín năm trước khi đi Roma để du học và tốt nghiệp với văn bằng Tiến sĩ Giáo luật. Trở về Việt Nam, ông được cử làm Đại diện Tư pháp Giáo phận Đà Lạt.
Tòa Thánh bổ nhiệm linh mục Đa Minh Nguyễn Văn Mạnh làm giám mục phó Giáo phận Đà Lạt vào đầu tháng 4 năm 2017. Lễ tấn phong được cử hành ngày 31 tháng 5 cùng năm. Hơn một năm sau đó, giữa tháng 9 năm 2019, Tòa Thánh chấp nhận đơn từ nhiệm vì lý do tuổi tác của giám mục chính tòa Giáo phận Đà Lạt Antôn Vũ Huy Chương, giám mục Nguyễn Văn Mạnh kế nhiệm làm giám mục chính tòa.

## Thân thế
Đa Minh Nguyễn Văn Mạnh sinh ngày 12 tháng 8 năm 1955 tại Cần Thơ, được cử hành Bí tích Rửa Tội một ngày sau khi sinh tại Nhà thờ Họ đạo Cần Thơ, địa phận Nam Vang (nay là nhà thờ chính tòa Cần Thơ). Ông là người con thứ ba trong gia đình ba trai năm gái. Thân phụ là ông Phêrô Nguyễn Minh (mất năm 2000), nguyên quán giáo xứ Phúc Nhạc, xã Khánh Nhạc, huyện Yên Khánh, tỉnh Ninh Bình, thuộc Giáo phận Phát Diệm và thân mẫu là bà Anna Phạm Thị Yên (mất năm 2005), nguyên quán giáo xứ Dục Đức, xã Kim Định, huyện Kim Sơn, tỉnh Ninh Bình, thuộc Giáo phận Phát Diệm. Hai ông bà không cản trở các con mình khi chúng đi theo con đường tu trì, dù trong hoàn cảnh khó khăn của thời cuộc, những người con lớn đã có thể phụ giúp gia đình.
Từ ngày đi tu học, vào các dịp trở về cùng gia đình, chủng sinh Mạnh thường kể về cuộc sống đời tu và những câu chuyện này góp phần thúc đẩy hai người chị của ông, vốn đã có ý định gia nhập các dòng nữ tu, ra quyết định đi theo con đường tu trì. Nguyễn Văn Mạnh có hai người chị là nữ tu Dòng Mến Thánh Giá Đà Lạt (nữ tu Anna Nguyễn Thị Hiên) và Dòng Thánh Phaolô Đà Nẵng (nữ tu Anna Nguyễn Thị Yến). Gia đình ông hiện cư ngụ tại Giáo xứ Thánh Linh, Giáo hạt Thủ Thiêm, Tổng giáo phận Thành phố Hồ Chí Minh. Trong dòng họ, ngoài giám mục Mạnh và hai người chị đi theo con đường tu trì còn có bốn người cháu con ông Phêrô Nguyễn Ngọc Thống, người em thứ năm trong gia đình.
Lên ba tuổi, cậu bé Nguyễn Văn Mạnh cùng gia đình từ Cần Thơ đến Bà Rịa, rồi định cư ở Thủ Đức, Sài Gòn. Gia đình ông thuộc giáo xứ Thánh Linh, Tổng giáo phận Sài Gòn. Nguyễn Văn Mạnh đã học tập và sinh hoạt tại giáo xứ này trong suốt thời thơ ấu. Trong suốt chặng đường hơn 50 năm của giáo xứ này, chỉ có một người trở thành linh mục và sau này là giám mục đó là giám mục Nguyễn Văn Mạnh.

## Thời kỳ tu trì
Mặc dù Đa Minh Nguyễn Văn Mạnh là người nhỏ tuổi nhất trong ba người con của gia đình ông Phêrô Nguyễn Minh đi theo con đường tu trì, nhưng chính ông là người có ý định tu trì sớm nhất. Năm lớp ba, cậu cùng cha mẹ đến thăm một người họ hàng là nữ tu dòng Mến Thánh Giá Đà Lạt và nữ tu này lúc này là Giám đốc một Ký nhi viện tại Tân Thanh – Bảo Lộc, cha mẹ cậu ký gửi cậu bé Mạnh và hai người em kế vào nội trú để được giáo dục trong môi trường nhà dòng, ý thức cho con cái đường hướng tu trì.
Nguyễn Văn Mạnh bắt đầu con đường tu học của mình bằng việc theo học tại Tiểu chủng viện Simon Hòa Đà Lạt năm 1966. Sau khi hoàn thành chương trình Tiểu chủng viện, năm 1973, chủng sinh Mạnh theo học triết học và thần học tại Giáo hoàng Học viện Thánh Piô X Đà Lạt và học tại đây cho đến năm 1980. Kể về thời kỳ tu học của mình, Nguyễn Văn Mạnh nhắc về cha mình khi ông chở con mình thăm dò tin tức về việc tái khai mở chủng viện Đà Lạt cũng như chăm sóc cậu khi cậu bị liệt tạm thời hai chân do thiếu dinh dưỡng. Chia sẻ về những kỷ niệm này, giám mục Mạnh cho biết từng có ý định tìm công việc để hỗ trợ cha mẹ và các em nhưng nhờ thái độ tin tưởng vào Thiên Chúa của cha mẹ nên ông an tâm theo con đường tu trì.
Sau khi rời Giáo hoàng Học viện, trong khoảng thời gian 14 năm, từ năm 1980 đến năm 1994, chủng sinh Mạnh làm việc mục vụ tại Giáo xứ Tân Thanh, Giáo phận Đà Lạt. Linh mục Quản xứ Tân Thanh là linh mục Micae Ngô Đức Cường, cũng chính là nghĩa phụ của chủng sinh Mạnh. Nói về thời kỳ này, Nguyễn Văn Mạnh cho rằng những người giáo dân chất phác, thật thà đã góp phần dưỡng nuôi ý chí tu trì của ông, trong bối cảnh "tương lai mịt mù".

## Linh mục
Đa Minh Nguyễn Văn Mạnh được truyền chức linh mục ngày 29 tháng 5 năm 1994, là thành viên của linh mục đoàn Giáo phận Đà Lạt. Nghi thức truyền chức cử hành bởi giám mục Giáo phận Đà Lạt Bartôlômêô Nguyễn Sơn Lâm. Cùng truyền chức với ông trong cùng buổi lễ này còn có tân linh mục Giuse Trần Văn Chiến.
Tân linh mục được cử làm linh mục phó giáo xứ Tân Hóa, Bảo Lộc. Giáo xứ Tân Hòa là một giáo xứ "toàn tòng" - tức phần đông là giáo dân Công giáo và gồm ba họ lẻ: một họ gồm toàn người dân tộc thiểu số, một họ đa số là những người gốc Bắc di cư vào sau 1975 và một họ khác ở mặt đường lộ và nhiều người làm thương nghiệp. Giám mục Mạnh cho rằng giáo xứ này giúp ông có nhiều kinh nghiệm cả về mục vụ và truyền giáo.
Sau 9 năm làm linh mục phó tại giáo xứ Tân Hóa, Bảo Lộc, ông du học Roma từ năm 2003 đến năm 2009. Trong quá trình xúc tiến hồ sơ du học, linh mục Nguyễn Văn Mạnh trình bày cùng giám mục Giáo phận Đà Lạt Phêrô Nguyễn Văn Nhơn về căn bệnh mắt bị lóa ánh sáng của mình. Triệu chứng bệnh là khi tập trung vào trang sách, chỉ vài phút sau đó thì hai mắt đều bị lóa và trang sách trở thành vùng sáng mà ông không thể đọc được. Giám mục Nhơn đề nghị linh mục Mạnh chữa bệnh và khích lệ linh mục này. Linh mục Mạnh cho biết từ khi ông sang Roma thì các triệu chứng bệnh kia không còn nữa, ông cũng không rõ lý do. Linh mục Mạnh trở về Việt Nam với học vị Tiến sĩ Giáo luật của Đại học Giáo hoàng Urbaniana thuộc Bộ truyền giáo. Tiêu đề của luận văn trong tiếng Ý là "La parrocchia nella Chiesa comunione  l’applicazione alla Chiesa in Vietnam contrassegnata dalla tradizione culturale familiare" dịch ra tiếng Việt là "Giáo xứ trong Giáo hội hiệp thông ứng dụng vào Giáo hội Việt Nam mang dấu ấn truyền thống văn hóa gia đình". Sau khi về Việt Nam, ông được cử làm Đại diện Tư pháp của Giáo phận Đà Lạt.
Trong hai ngày 23 và 24 tháng 11 năm 2015, các linh mục Đại diện tư pháp hoặc làm việc cho Tòa án Hôn phối Giáo hội trong Giáo tỉnh Sài Gòn đến học tập Tự sắc Mitis Iudex Dominus Iesus của Giáo hoàng Phanxicô tại Trung tâm Mục vụ Tổng giáo phận Sài Gòn. Linh mục Nguyễn Văn Mạnh đã đến tham gia các buổi học này. Bốn tháng sau đó, ngày 22 và 23 tháng 2 năm 2016, linh mục Mạnh trình bày phần Giới thiệu bản dịch Tự sắc "Mitis Iudex Dominus Iesus" trong các buổi học tiếp theo về Tự sắc Mitis Iudex Dominus Iesus.
Tháng 11 năm 2016, linh mục Đa Minh Mạnh đại diện giám mục Vũ Huy Chương tham gia khóa tập huấn do Tòa Thượng thẩm Rota tổ chức về thủ tục mới để xem xét tuyên bố hôn nhân vô hiệu.

## Giám mục phó Đà Lạt

### Công bố tin bổ nhiệm
Ngày 30 tháng 3 năm 2015, giám mục chính tòa Giáo phận Đà Lạt Antôn Vũ Huy Chương đệ đơn xin Tòa Thánh bổ nhiệm một giám mục phó cho Giáo phận Đà Lạt.
Tối thứ ba ngày 4 tháng 4 năm 2017, Tòa giám mục Đà Lạt thông báo việc cử hành lễ Dầu vào chiều ngày 8 tháng 4, vì lý do mục vụ. Đây là điều khá bất thường, do hàng trong hàng thập niên, Giáo phận Đà Lạt cử hành Lễ Dầu vào ngày thứ tư Tuần Thánh. Chính vì thông báo bất thường trên, nhiều người đồn đoán giáo phận đã có tin vui. Việc thông báo bất ngờ khiến nhiều nhà thờ trong Giáo phận Đà Lạt không cử hành Lễ Lá sớm như thường lệ, cũng không kịp thông báo đến giáo dân. Ngày truyền thống của Giới trẻ giáo hạt Đà Lạt cũng bị hoãn lại.
Khi đoàn rước vừa ổn định vị trí quanh cung thánh, Giám mục Vũ Huy Chương yêu cầu cộng đoàn ngồi để nghe thông báo của Tòa Giám mục. Linh mục chưởng ấn đã đại diện thông báo: "đúng giờ này (12 giờ) tại Roma, Tòa Thánh cũng công bố việc linh mục Đa Minh Nguyễn Văn Mạnh được Giáo hoàng Phanxicô bổ nhiệm làm Giám mục phó Giáo phận Đà Lạt." Với việc bổ nhiệm này, tân giám mục Đa Minh là giám mục đầu tiên xuất thân từ Chủng viện Simon Hòa, Đà Lạt trong suốt 50 năm thành lập của chủng viện này.
Giám mục Antôn Vũ Huy Chương trong buổi lễ Dầu đã nói rõ lý do dịch chuyển các ngày lễ trong giáo phận. Ông cho biết trước đó một tuần thì Tòa Thánh đã báo tin cho ông về việc bổ nhiệm giám mục Tân cử Nguyễn Văn Mạnh với chức vụ giám mục phó Đà Lạt. Theo các quy định của Giáo luật Công giáo, cả hai giám mục phải giữ bí mật về việc này. Vì vậy, giám mục Chương đã nghiên cứu giáo luật và nhận thấy việc cử hành lễ Dầu trước lễ Lá trong Giáo hội Công giáo là được phép. Vì vậy, ông quyết định hoán chuyển và chọn chiều thứ bảy ngày 8 tháng 4 cử hành lễ Dầu, đồng thời nghe Tòa Thánh công bố Giám mục phó Giáo phận Đà Lạt. Việc này giúp đỡ các linh mục phải di chuyển hai lần trong khoảng thời gian ngắn.
Nhằm hồi đáp và trả lời các cuộc điện cũng như email chúc mừng, ngày công bố tin bổ nhiệm, giám mục Tân cử thức đến hai giờ sáng. Nói về cảm xúc khi được chọn làm giám mục, Nguyễn Văn Mạnh cho rằng việc lãnh nhận chức giám mục phó là điều quá lớn lao với ông và ông tuyên thệ trung thành với Giáo hội Công giáo cũng như cảm ơn các bề trên đã phó thác cho ông nhiệm vụ này. Ông cũng cho biết sẽ cộng tác với giám mục chính tòa Vũ Huy Chương, với những việc Giáo luật Công giáo đã quy định. Trả lời phỏng vấn của báo Người Công giáo Việt Nam về cảm xúc khi được bổ nhiệm, giám mục Tân cử Đa Minh cô đọng lại cảm xúc trên bằng tựa đề một tập sách nhỏ của giáo hoàng Gioan Phaolô II: Hồng ân và mầu nhiệm. Ông tường thuật với khung cảnh chính thức công bố tin bổ nhiệm tại nhà thờ chính tòa Đà Lạt cùng giám mục chính tòa Antôn Vũ Huy Chương và linh mục đoàn giáo phận đã khiến tâm hồn ông bình an lạ thường. Nói về ấn tượng của mình đối với đời sống tôn giáo, giám mục Mạnh cho rằng hình ảnh những người cao tuổi đến nhà thờ trong khung cảnh chập chờn tối, các thiếu nhi siêng năng học giáo lý và tham gia các sinh hoạt đã để lại ấn tượng nơi ông. Nói về truyền giáo cho người dân tộc, giám mục Mạnh cho biết ông ấn tượng về các đời linh mục sinh sống giữa đồng bào dân tộc. Ông cũng thừa nhận mình không giỏi tiếng dân tộc.
Trong một bài phỏng vấn với báo Công giáo và Dân tộc, giám mục Đa Minh Nguyễn Văn Mạnh công bố chọn khẩu hiệu giám mục của mình là "Mẹ và Mục tử", ông cho biết đây là câu trích dẫn từ lời của Giáo hoàng Phanxicô, với ý nghĩa:"... để nhắc nhở tôi thi hành sứ vụ Giám mục theo ý thức đó, với ước mong những người muốn đến với mình thì gặp được một mục tử có tấm lòng của một người mẹ chứ không phải một quan chức hành chánh...". Nói về thời điểm truyền chức linh mục, giám mục tân cử cho biết ông mong muốn tổ chức lễ vào một ngày lễ kính Đức Mẹ Maria  và ngày 31 tháng 5, lễ Đức Mẹ thăm viếng đã được chọn, tạo khoảng thời gian đủ dài để chuẩn bị cho buổi lễ, đồng thời mang tính biểu tượng cho việc Giáo hội Công giáo được mời gọi canh tân, chuyển đổi mục vụ nặng về quản trị sang mục vụ với đặc tính truyền giáo.
Giám mục Tân cử Đa Minh Nguyễn Văn Mạnh tham gia Hội nghị thường niên kỳ I/2017 của Hội đồng Giám mục Việt Nam được tổ chức tại Tòa Giám mục Nha Trang từ ngày 24 đến 28 tháng 4 năm 2017.

### Các nghi thức truyền chức

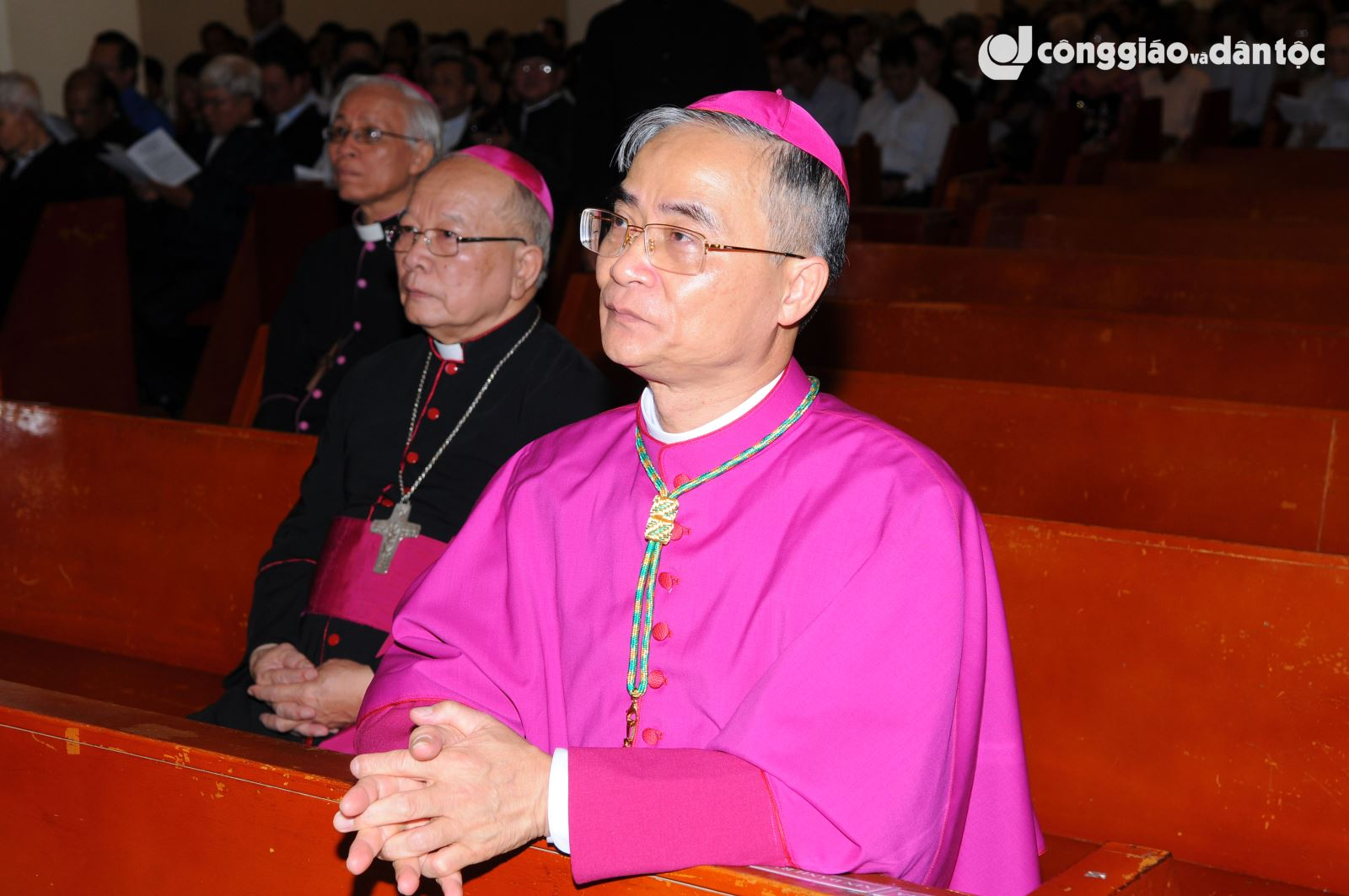
Giám mục Nguyễn Văn Mạnh trong buổi nghi thức tuyên thệ

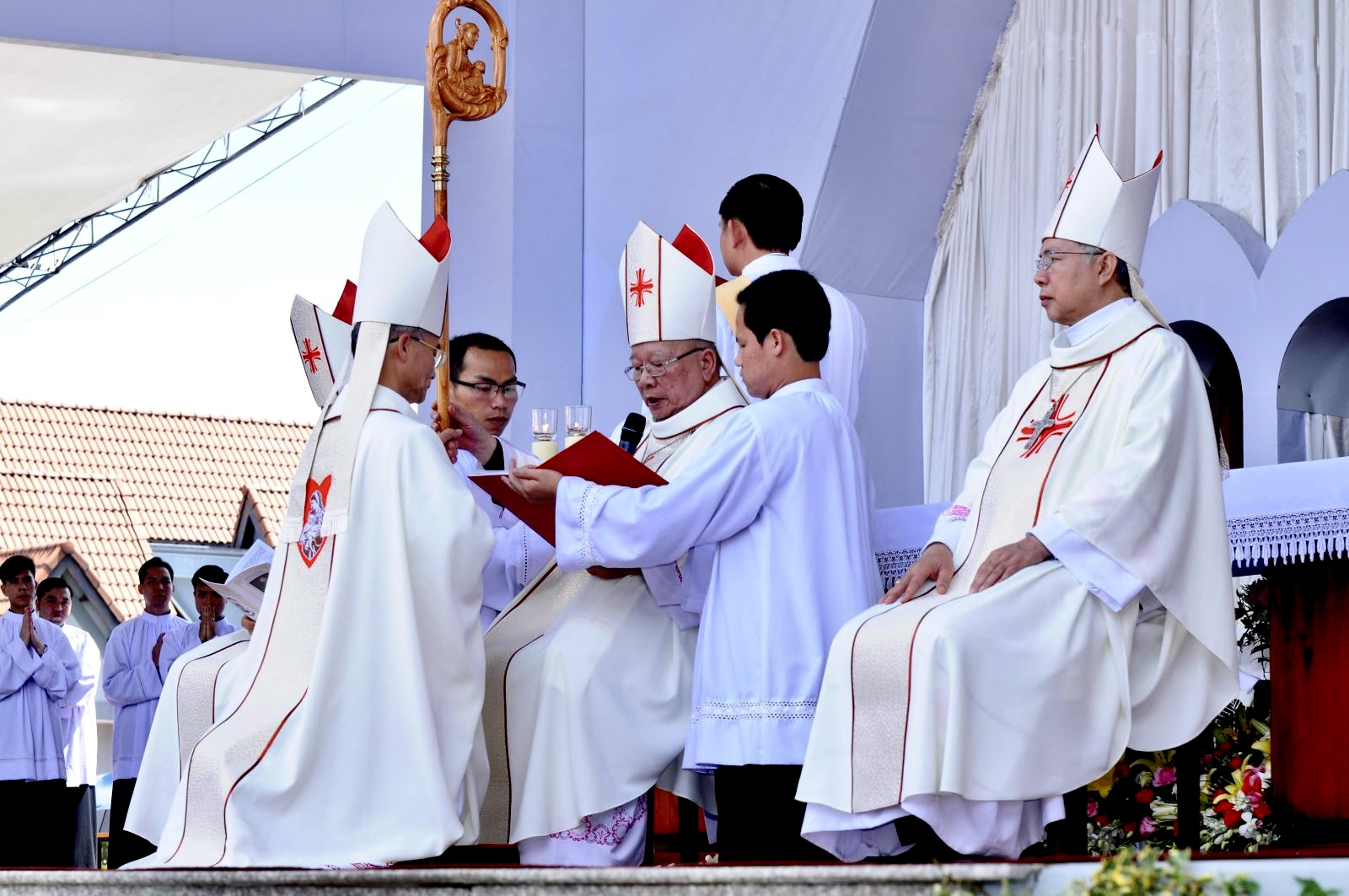
Giám mục Nguyễn Văn Mạnh (quỳ) và các giám mục chủ sự nghi thức truyền chức

Chiều tối ngày 30 tháng 5 năm 2017, giám mục tân cử Đa Minh Nguyễn Văn Mạnh thực hiện nghi thức tuyên thệ trung thành tại Nhà thờ chính tòa Đà Lạt. Các nhân chứng trong lễ này gồm có Tổng giám mục Leopoldo Girelli, Đại diện Tòa Thánh không thường trú tại Việt Nam, giám mục Antôn Vũ Huy Chương và linh mục Tổng đại diện Giáo phận Đà Lạt Phaolô Lê Đức Huân.
Ngày 31 tháng 5 năm 2017, giám mục tân cử Đa Minh được tấn phong tại Trung tâm mục vụ Giáo phận Đà Lạt, địa chỉ tại số 51 Vạn Kiếp, phường 8, thành phố Đà Lạt. Tham gia lễ đồng tế có Đại diện Tòa Thánh không thường trú tại Việt Nam Leopoldo Girelli và 34 Giám mục đến từ 26 giáo phận tại Việt Nam cùng hàng trăm linh mục. Ngoài ra, còn có sự hiện diện của Giám mục Tôma Chung An Trụ, giám mục chính tòa Giáo phận Gia Nghĩa, Đài Loan.
Hai giám mục tân cử Nguyễn Văn Mạnh và Gioan Đỗ Văn Ngân có lễ tấn phong cách nhau một ngày (ngày 31 tháng 5 và 1 tháng 6 năm 2017), cả hai đều là người gốc Phát Diệm và chung Giám mục phụ phong là Giuse Nguyễn Năng, giám mục chính tòa đương nhiệm của Giáo phận Phát Diệm.

### Tạ ơn và mục vụ
Sáng ngày 10 tháng 6 năm 2017, giám mục Nguyễn Văn Mạnh đến giáo xứ Thánh Linh, Tổng giáo phận Thành phố Hồ Chí Minh và cử hành lễ tạ ơn tại đây. Trong hai ngày 16 và 17 tháng 6, ông cử hành các lễ tạ ơn tại các giáo xứ quê nội và quê ngoại tại Giáo phận Phát Diệm. Ông cử hành lễ vào ngày 16 tại giáo xứ quê nội là Phúc Nhạc (tỉnh Ninh Bình) và giáo xứ Dục Đức, quê ngoại ông vào ngày 17 tháng 6. Ông cũng cử hành lễ tạ ơn tại giáo xứ nơi ông bà nội và người thân ông từng sinh sống, giáo xứ Phúc Nhạc, Giáo phận Xuân Lộc vào chiều ngày 26 tháng 6 năm 2017.
Giám mục Nguyễn Văn Mạnh đã tham gia giảng thuyết vấn đề Cử hành các bí tích Kitô giáo nhìn dưới khía cạnh Giáo luật, trong khuôn khổ chương trình thường huấn linh mục trẻ của Tổng giáo phận Hà Nội, diễn ra từ ngày 11 đến ngày 15 tháng 7 năm 2017 tại Đà Lạt. Ngày 14 tháng 8 năm 2017, trong biến cố kỷ niệm 100 năm Đức Mẹ Fatima, ông đã thuyết trình trên nội dung của giám mục Giáo phận Hải Phòng Giuse Vũ Văn Thiên xung quanh dịp lễ kỷ niệm này.
Nhân dịp mừng 55 năm thành lập Chủng viện Minh Hòa Đà Lạt, mừng thọ 80 tuổi và kim khánh linh mục của Hồng y, Tổng giám mục Tổng giáo phận Hà Nội Phêrô Nguyễn Văn Nhơn, các giám mục xuất thân từ Đà Lạt: Hồng y Nguyễn Văn Nhơn, Tổng giám mục Tổng giáo phận Thành phố Hồ Chí Minh Phaolô Bùi Văn Đọc, các giám mục Giáo phận Đà Lạt Antôn Vũ Huy Chương và Đa Minh Nguyễn Văn Mạnh cử hành lễ kỷ niệm vào ngày 12 tháng 12 năm 2017.
Ngày 12 tháng 5 năm 2018, giám mục Mạnh tham gia buổi công bố quyết định thành lập Đại chủng viện Thánh Giuse Xuân Lộc cơ sở II tại Đà Lạt. Đây là Đại chủng viện thứ 9 hoạt động tại Việt Nam. Ngày 24 tháng 1 năm 2019, Ban Bác ái Xã hội Giáo xứ chính tòa Đà Lạt, tổ chức tiệc liên hoan mừng xuân mới và tặng quà Tết cho hơn 160 người nghèo, người có hoàn cảnh khó khăn trên địa bàn thành phố Đà Lạt. Về phía giáo quyền cho hai giám mục Đà Lạt, Vũ Huy Chương và Nguyễn Văn Mạnh và linh mục chánh văn phòng Tòa giám mục kiêm Trưởng Ban Caritas Giáo phận Hoàng Văn Chính. Về phía chính quyền, có ông Đường Anh Ngữ, Phó Chủ tịch Ủy ban Mặt trận Tổ quốc Việt Nam tỉnh Lâm Đồng; ông Đặng Xuân Hồng, Trưởng phòng Nghiệp vụ, Ban Tôn giáo tỉnh Lâm Đồng.
Ngày 29 tháng 5 năm 2019, giám mục Nguyễn Văn Mạnh cử hành lễ kỷ niệm 25 năm thụ phong linh mục tại Nhà thờ chính tòa Đà Lạt. Nhân dịp này, ông Ngô Văn Đức, Phó Giám đốc Sở Nội vụ, Trưởng ban Ban Tôn giáo tỉnh Lâm Đồng đến thăm, gửi lời chúc mừng tới Giám mục phó và các linh mục có chung dịp kỷ niệm 25 năm linh mục.

## Giám mục chính tòa Đà Lạt
Ngày 14 tháng 9 năm 2019, Tòa Thánh chấp nhận đơn hồi hưu của giám mục Vũ Huy Chương do đã đến tuổi 75, tuổi hồi hưu theo quy định của Giáo luật Công giáo. Giám mục phó Nguyễn Văn Mạnh kế nhiệm chức giám mục chính tòa Đà Lạt. Lễ nhận chức chính thức tại Nhà thờ chính tòa Đà Lạt sẽ được công bố sau, theo thông cáo từ Tòa giám mục Đà Lạt công bố cùng ngày tin tức từ Tòa Thánh lan truyền.
Các giám mục Việt Nam từ 27 giáo phận họp Đại hội XIV Hội đồng Giám mục Việt Nam tại trung tâm Mục vụ Giáo phận Hải Phòng vào cuối tháng 9 và đầu tháng 10 năm 2019. Trong khuôn khổ đại hội, các giám mục đã sắp xếp và bầu chọn nhân sự trong hội đồng. Kết quả, các giám mục chọn Giám mục Nguyễn Văn Mạnh làm Chủ tịch Ủy ban Mục vụ Gia đình trực thuộc Hội đồng Giám mục trong nhiệm kỳ 2019 – 2022. Giám mục Nguyễn Văn Mạnh tham gia hội thảo 400 năm hình thành và phát triển chữ Quốc ngữ trong lịch sử loan báo Tin Mừng tại Việt Nam tại Trung tâm Mục vụ Tổng giáo phận Thành phố Hồ Chí Minh. Hội thảo kéo dài trong hai ngày 25 và 26 tháng 10 năm 2019.
Ngày 23 tháng 11 năm 2019, Giám mục Nguyễn Văn Mạnh chính thức bổ nhiệm Tân Tổng Đại diện Giáo phận Đà Lạt, vị trí ông từng đảm nhận khi đương chức giám mục phó. Cụ thể, giám mục Mạnh bổ nhiệm linh mục Gioan Bosco Hoàng Văn Chính, trước đó là Chưởng Ấn – Chánh văn phòng Tòa giám mục Đà Lạt. Trong thời gian chờ bổ nhiệm tân linh mục Chưởng ấn, linh mục Chính sẽ tạm thời kiêm nhiệm chức vụ này.
Ngày 22 tháng 11 năm 2024, Giám mục Nguyễn Văn Mạnh có một lần thuyên chuyển các linh mục trong giáo phận có thể có nhiều ảnh hưởng sâu rộng trong sự hiệp thông của giáo phận.
Các giám mục Việt Nam từ 27 giáo phận họp Đại hội Hội đồng Giám mục Việt Nam XV  tại trung tâm Mục vụ Tổng giáo phận Hà Nội vào đầu tháng 10 năm 2022. Trong khuôn khổ đại hội, các giám mục đã sắp xếp và bầu chọn nhân sự trong hội đồng. Kết quả, các giám mục tiếp tục chọn Giám mục Nguyễn Văn Mạnh làm Chủ tịch Ủy ban Mục vụ Gia đình trực thuộc Hội đồng Giám mục trong nhiệm kỳ 2022 – 2025.

## Tông truyền
Giám mục Đa Minh Nguyễn Văn Mạnh được tấn phong giám mục vào năm 2017, thời Giáo hoàng Phanxicô, bởi:
- Giám mục chủ phong: Antôn Vũ Huy Chương – giám mục chính tòa Giáo phận Đà Lạt.
- Hai giám mục phụ phong: Giuse Nguyễn Năng – giám mục chính tòa Giáo phận Phát Diệm, Phó Chủ tịch Hội đồng Giám mục Việt Nam và Aloisiô Nguyễn Hùng Vị – giám mục chính tòa Giáo phận Kon Tum.

Giám mục Đa Minh Nguyễn Văn Mạnh là Giám mục phụ phong cho các giám mục:
- Năm 2018, giám mục Giuse Nguyễn Đức Cường, hiện đang là Giám mục chính tòa Giáo phận Thanh Hóa.
- Năm 2023, giám mục Phêrô Lê Tấn Lợi, hiện đang là Giám mục chính tòa Giáo phận Cần Thơ.

Dưới đây là sơ đồ tính Tông truyền từ giám mục Việt Nam đầu tiên được giám mục ngoại quốc chủ phong cho đến đời Giám mục Nguyễn Văn Mạnh.